# Пернан-Вержлес
Перна́н-Вержле́с (фр. Pernand-Vergelesses) — коммуна во Франции, находится в регионе Бургундия. Департамент коммуны — Кот-д’Ор. Входит в состав кантона Бон-Север. Округ коммуны — Бон.
Код INSEE коммуны — 21480.

## Население
Население коммуны на 2010 год составляло 279 человек.
| 1962 | 1968 | 1975 | 1982 | 1990 | 1999 | 2010 |
| ---- | ---- | ---- | ---- | ---- | ---- | ---- |
| 272  | 253  | 289  | 334  | 320  | 309  | 279  |

## Экономика
В 2010 году среди 177 человек трудоспособного возраста (15—64 лет) 124 были экономически активными, 53 — неактивными (показатель активности — 70,1 %, в 1999 году было 73,0 %). Из 124 активных жителей работали 118 человек (71 мужчина и 47 женщин), безработных было 6 (3 мужчин и 3 женщины). Среди 53 неактивных 10 человек были учениками или студентами, 31 — пенсионерами, 12 были неактивными по другим причинам.